# 刘德军
刘德军，湖北随州人。中国人权、民主活动家及异议人士，流亡德国。

## 生平

### 国内经历
毕业于湖北省警官学院，曾任职湖北省襄阳襄北监狱十监区种子分监区警官，后辞职参与民间维权运动。于2007年到广东与唐荆陵等人会合，并于2008年进入一家台资大厂工作，以调研“农民工”生存状况。五个月后因宣传劳工权益被工厂开除。随后创立“劳工法律援助社”，与义工王凯等人为被侵权的“农民工”维权。
2009年来到北京，参与中國維權運動，关注趙連海毒奶粉案，曾於黑监视拍摄女访民李蕊蕊被黑监狱保安强奸案，前往江苏解救被关黑监狱的访民母女，到浙江调查民选村长钱云会被车祸案。

### 绑架及失踪
著名艺术家艾未未曾拍摄了一部关于刘德军于北京被幕后势力半夜绑架失踪的纪录片，片名为《花好月圆》。
2011年因茉莉花革命再次被绑架失踪一个半月被遭受严重酷刑。

### 出国及现状
2013年10月获德国文化及传媒部，德国笔会合作的“流亡作家”奖学金，在德国申请政治庇护。